# Абдон Кальдерон
Абдон Кальдерон Гарайкоа (исп. Abdón Calderón Garaycoa) — военнослужащий-сепаратист Свободной провинции Гуаякиль. Национальный герой Эквадора.

## Биография
Абдон Кальдерон родился в городе Куэнка, ныне, город в Эквадоре. Его отец, Франсиско Кальдерон, вступил в сепаратистскую армию Кито в звании полковника. Он участвовал во всей кампании 1811-1812 годов. После окончательного поражения армии сепаратистов, после битвы при Эль Панесильо, он был расстрелян 1 декабря 1812 года по приказу. Это глубоко повлияло на жизнь и смерть его сына - Абдона.
Абдон получил образование в Гуаякиле, среди его учителей был Висенте Рокафуэрте, будущий президент Эквадора.
Абдону было всего 16 лет, когда 9 октября 1820 года разразилась революция, провозгласившая независимость Гуаякиля. В тот же день Абдон поступил на службу в дивизию сепаратистов, где он получил звание младшего лейтенанта, приказом сверху. Он сразу стал известен своим героизмом. Его повысили до лейтенанта. В этом воинском звании он принимал участие во многих битвах, например, при Хуачи. И, несмотря на свою молодость, он был настоящим ветераном войны.

## Битва при Пичинче и гибель
Битва при Пичинче стала событием, которое сделало его легендой, его собственной смертью. Как рассказывали свидетели и генерал Антонио Сукре, несмотря на несколько ранений подряд, он продолжал сражаться. Этот неопровержимый факт был описан в учебниках, создавая миф, которому учили в начальных школах Эквадора, о человеке с сверхчеловеческими способностями, который держал флаг Гуаякиля зубами, пока, в конце концов не погиб в бою.
Реальная история такова, что Абдон Кальдерон, несмотря на четыре огнестрельных ранения, продолжал оставаться на линии огня, поддерживая весь свой батальон, которым он командовал в звании лейтенанта. Когда он упал, обессиленный, его солдаты положили его в хижину, расположенную на склоне холма. По окончании ожесточенных боёв его перевезли в город Кито, где он умер через четырнадцать дней от дизентерии 7 июня 1822 года. Антонио Сукре в своём докладе упомянул его : „...Я особо отмечаю поведение лейтенанта Кальдерона, который, получив четыре ранения подряд, отказался покинуть поле боя. Вероятно, он погибнет, но я уверен, что правительство Республики выплатит его семье компенсацию за услуги, оказанные этим героическим офицером.".

## Память
Когда Симон Боливар прибыл в Кито и узнал об этих событиях, он посмертно повысил Кальдерона до звания капитана и постановил, чтобы его зарплата передавалась его матери. Он распорядился, чтобы у первой роты батальона Ягуачи, к которой принадлежал Кальдерон, не было капитана, и в журналах при упоминании его имени отряд должен был отвечать: "Он славно погиб при Пичинче, но он живет в наших сердцах". Эта церемония проводится и по сей день в указанной воинской части. Кроме того, она проводится каждое 24 мая на месте битвы.

## Почести
- Есть два военных колледжа, носящих его имя, в городе Кито и Куэнка.
- Точно так же в его честь была назван корабль BAE Calderón ВМС Эквадора, ныне корабль-музей.
- В его честь названа военная награда Эквадора - Орден Абдона Кальдерона.